# Бартоломео Лоренцо
Бартоломео Лоренцо (порт. Bartolomeu Lourenço; Сантос, 18. децембар 1685 — Толедо, 18. новембар 1727) је бразилско португалски научник.
Похађао је језуитску богословију док није постао искушеник.
Са 15 година преселио се у Португал где је дипломирао канонско право на универзтету у граду Кoимбра. 1701. замонашио се као Језуита и преселио се у Лисабон. Као талентован проповедник постао је дрорски капелан краља Дон Жоаоа V. Од тада се посветио својим проналасцима.
Према легенди, посматрао је мехур од сапунице који је летео кроз ваздух када је мехур, нашавши се изнад свеће узлетео и дао му је идеју да да направи балон који лети на топао ваздух. Његов проналазак прочуо се као „Пасарола“.
Бартоломеу Лоуренцо де Гужмао прва је проналазач у историји који је конструисао балон који је успео да се слободно вине у ваздух. Ипак, не постоје докази да је Пасарола икада полететела носећи посаду.
Бартоломеу Лоуренцо де Гужмао је у периоду 1713. и 1716. путовао Европом, да би по порвратку у Португал био прогоњен од Инквизиције као симпатизер јевреја те је морао да побегне у Шпанију, где је и умро.
Португалски нобеловац Жозе Сарамаго прославио је име Бартоломеу Лоуренцо де Гужмао у свом делу Седам Сунаца и Седам Месечина.